# 1992년 로스앤젤레스 영화 비평가 협회상
제18회 로스앤젤레스 영화 비평가 협회상은 1992년 영화를 대상으로 1993년 1월 19일에 열린 시상식이다.

## 수상 및 후보

### 작품상
- 용서받지 못한 자

### 감독상
- 용서받지 못한 자 - 클린트 이스트우드 수상

### 남우주연상
- 용서받지 못한 자 - 클린트 이스트우드 수상

### 여우주연상
- 하워즈 엔드 - 엠마 톰슨 수상

### 남우조연상
- 용서받지 못한 자 - 진 핵크만 수상

### 여우조연상
- 부부 일기 - 주디 데이비스 수상

### 각본상
- 용서받지 못한 자 - 데이비드 웹 피플즈 수상

### 촬영상
- 홍등 - 조비 수상

### 음악상
- 데미지 - 지그뉴 프레이즈너 수상

### 외국어영화상
- 크라잉 게임 - 닐 조던 수상

### 다큐멘터리상
- 블랙 하베스트 - Bob Connolly 수상
- 블랙 하베스트 - Robin Anderson 수상
- 협박 - Stefan Jarl 수상

### 애니메이션상
- 알라딘 - 존 머스커 수상
- 알라딘 - 론 클레멘츠 수상

### 독립영화상
- 잇 워즌트 러브 - Sadie Benning 수상